# Hiddingsel
Hiddingsel ist ein Dorf im westlichen Münsterland und Ortsteil der Stadt Dülmen im Kreis Coesfeld (Nordrhein-Westfalen).

## Geschichte

### Erstmalige Erwähnung und Entwicklung
Der Name Hiddingsel wurde erstmals im Jahre 1032 als große Hofstelle, als Schulzenhof erwähnt. Zur Entstehung des Namens gibt es zwei Versionen: Nach der einen entstammt er dem angelsächsischen Männernamen „Hiddo“. Einer zweiten Version zufolge leitet sich die Silbe „Hid“ von dem Eigennamen „Hildi“ her. Die Endung auf „sel“ deutet auf Saal/Scheune/Sitz/Siedlung hin. Zu dieser Zeit gab es verschiedene Haupthöfe mit zugeordneten Unterhöfen. Einer dieser Haupthöfe war der Hof Hiddingsel. Der Hof des Hiddo hat an der westlichen Seite des Dorfes Hiddingsel gelegen. Hier stand bis 1893 noch eine Burg mit einer breiten Schutzmauer. Um die Burg führte eine Gräfte. Eine Senke deutet noch darauf hin. Die Senke und die alte Umflut des Kleuterbachs wurde durch ein 12 m langes Schemm (Stegbrücke, plattdeutsch Schemm, hochdeutsch Brett überm Bache) überbrückt. 1905 wurden die Schemms abgebrochen und dafür der Landweg Hiddingsel-Rödder hergerichtet.
Der Hof Hiddingsel befand sich im Besitz des Domkapitels Münster. Auf dem Grund und Boden dieses Hofs ließ das Domkapitel eine kleine Kapelle errichten, die in der Folgezeit Anlass für die Entstehung des Dorfes wurde. Nach 1240 wurde Hiddingsel eine Pfarrei.
Der Hof Hiddingsel wurde im 13. Jahrhundert nach und nach zerstückelt und den sich ansiedelnden Bewohnern überlassen. Als Ersatz kaufte am 18. August 1331 der münsterische Domherr Burkhardt das in der Bauerschaft Rödder gelegene und an Hiddingsel anliegende Lehngut, „um so die Rechte der Gutsherrschaft über die Hörigen des Dorfes nach wie vor ausüben zu können.“
Anfang des 16. Jahrhunderts verlor die Pfarrei ihre Selbständigkeit und wurde Rektorat. Erst im Jahre 1861 wurde wieder eine eigene Pfarrei eingerichtet. Der erste Pfarrer war der damalige Rektor Hoffschläger.
Im Jahre 1803 fiel das Kirchengut in Hiddingsel der Säkularisation zum Opfer und kam so an die Krone Preußens. Im Jahre 1837 trat die preußische Regierung das Gut an den Herzog von Croÿ ab.

### Katastrophen in der Dorfgeschichte
Das Kirchdorf Hiddingsel mag im 15. und 16. Jahrhundert etwa 30 bis 40 Häuser gehabt haben. Es blieb in dieser Zeit nicht von Schicksalsschlägen wie Brand, Pest, Krieg und Überflutungen verschont. Innerhalb von 115 Jahren wurde es viermal vollständig vom Feuer zerstört, und zwar in den Jahren 1587 – während des spanisch-niederländischen Krieges (1568 bis 1609) wurde das Dorf „von den Flämischen“ wie von den Holländern in Brand gesteckt –, 1606, 1639 und 1702. Für das Feuer vom 31. Juli 1606 ist folgende Begebenheit übermittelt: „Grund des Brandes war diesmal keine kriegerische Auseinandersetzung, sondern ein Ehestreit. Die Frau des Johann Stoberts wollte ihren trunksüchtigen Mann nicht in ihrem Bett dulden, weil sie glaubte, dass er im Wirtshaus zu viel Geld vertrunken hätte. Es gab einen handfesten Krach, der darin gipfelte, dass der Mann – aus seiner Schlafkammer vertrieben – sich mit einer brennenden Kerze in den Hühnerstall setzte und dort einschlief. Die Kerze setzte sein eigenes Haus und in der Folge das ganze Dorf in Brand.“ Am 8. Dezember 1703 vernichtete ein orkanartiger Sturm die soeben neu erbauten Häuser und den Kirchturm.
An die 250 Menschen wurden Opfer der Pest von 1636. Nur drei Frauen, die sich zum Schutz gegen die Seuche unter einer kleinen Brücke versteckt hielten, bis die Gefahr vorüber war, sollen einer alten Legende nach von der verheerenden Seuche verschont geblieben sein. Die Brücke heißt noch heute aus dieser Begebenheit „Frauenschemm“. Ein Überbleibsel dieser Zeit ist die noch heute jährlich stattfindende Pestprozession der katholischen Pfarrgemeinde St. Georg zu Hiddingsel.
In den Jahren 1875, 1881, 1890, 1932, 1945 und 1963 überschwemmte der Kleuterbach das ganze Dorf und die Umgebung. Hiddingsel war von der Außenwelt vollkommen abgeschlossen. Die neue Umflut bewahrte das Dorf 1981 vor einer Hochwasserkatastrophe.
Im Ersten und Zweiten Weltkrieg verloren insgesamt 119 Hiddingseler ihr Leben.

### Eingemeindung – Kommunale Gebietsreform
Hiddingsel wurde am 1. Juli 1969 nach Buldern eingemeindet. Im Rahmen einer weiteren Gebietsreform, die am 1. Januar 1975 in Kraft trat, wurde Hiddingsel ein Ortsteil der Stadt Dülmen.

## Politik

### Vertretung
Hiddingsel wird in der Stadt Dülmen durch den Ortsvorsteher vertreten als Bindeglied und als Ansprechpartner für die Bürger. Wünsche, Anregungen und Beschwerden können aufgegriffen und an Bürgermeister, Stadtrat oder einen Ausschuss weitergegeben werden. Außerdem können repräsentative Aufgaben übertragen werden.

### Wappen
| Wappen der früheren Gemeinde Hiddingsel | Blasonierung: „In Silber (Weiß) ein schwarzer schrägrechter, von zwei roten Schwertern begleiteter Steg (fünflätziger Turnierkragen).“ |
| Wappen der früheren Gemeinde Hiddingsel | Wappenbegründung: Das Wappen wurde am 29. Juni 1939 vom Oberpräsidenten der preußischen Provinz Westfalen verliehen. Der Turnierkragen wurde dem Wappen der Herren „von Tuchdorp“ entnommen. Es handelt sich hier um ein altes Rittergeschlecht. „Bruno von Tuchthorpe“ nennt sich 1330 „Pfarrer von Hiddingsel“, weil er zum Unterhalt der Pfarrstelle verpflichtet war. Die Besitzung der „von Tuchdorp“ ging 1331 durch Kauf auf den Hiddo-Hof über. Die Schwerter im Wappen deuten auf eine alte Gerichtsstätte hin, heute „Dingelke“ genannt. So stehen die im Wappenschild dargestellten Symbole in enger Beziehung zur Gemeinde. |

## Kultur und Sehenswürdigkeiten

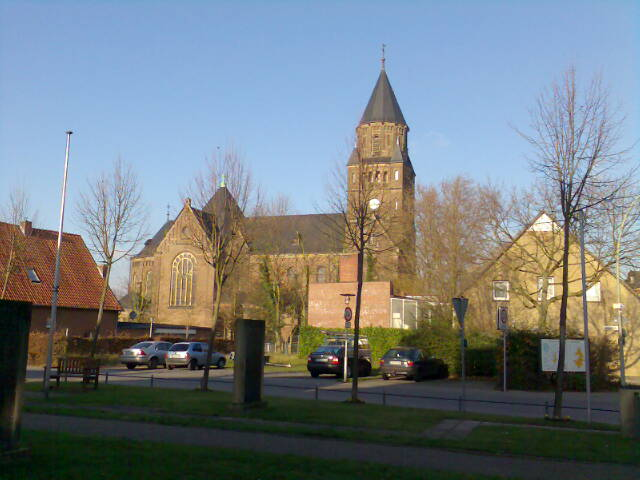
St. Georg Pfarrkirche von Hiddingsel

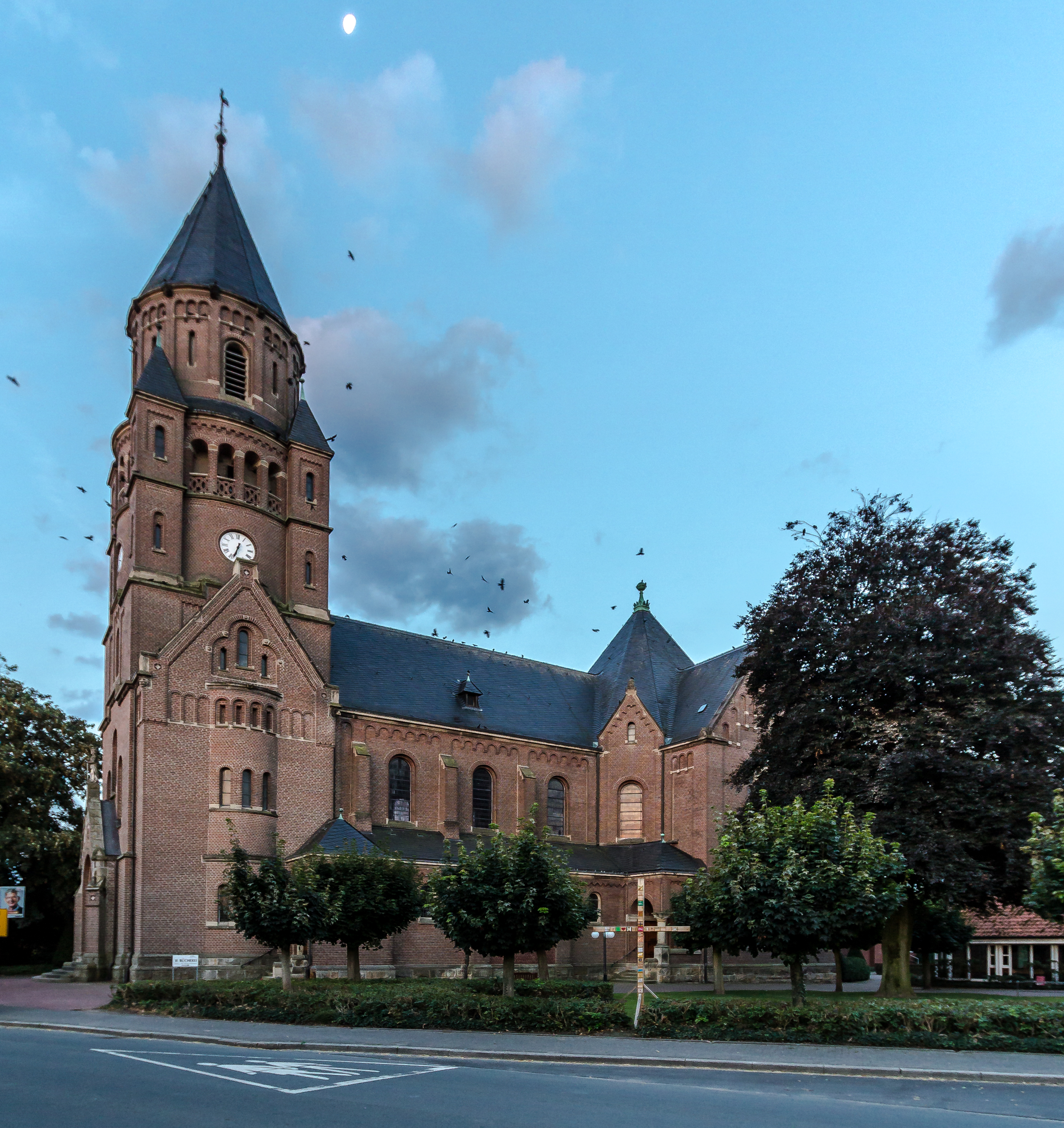
St.-Georg-Kirche

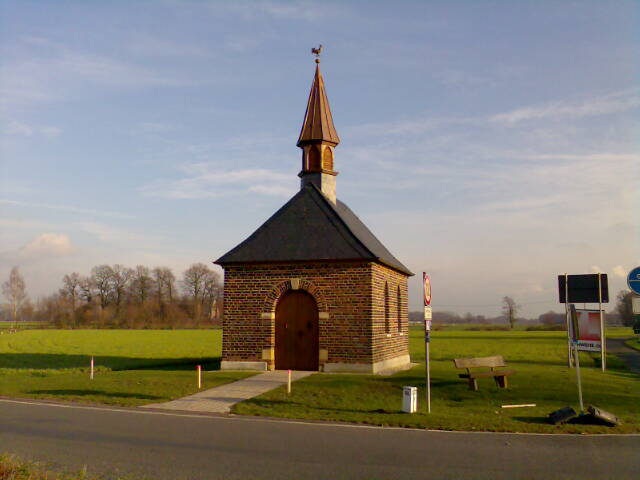
St.-Johannes-Nepomuk-Kapelle an der Straße nach Senden und Lüdinghausen

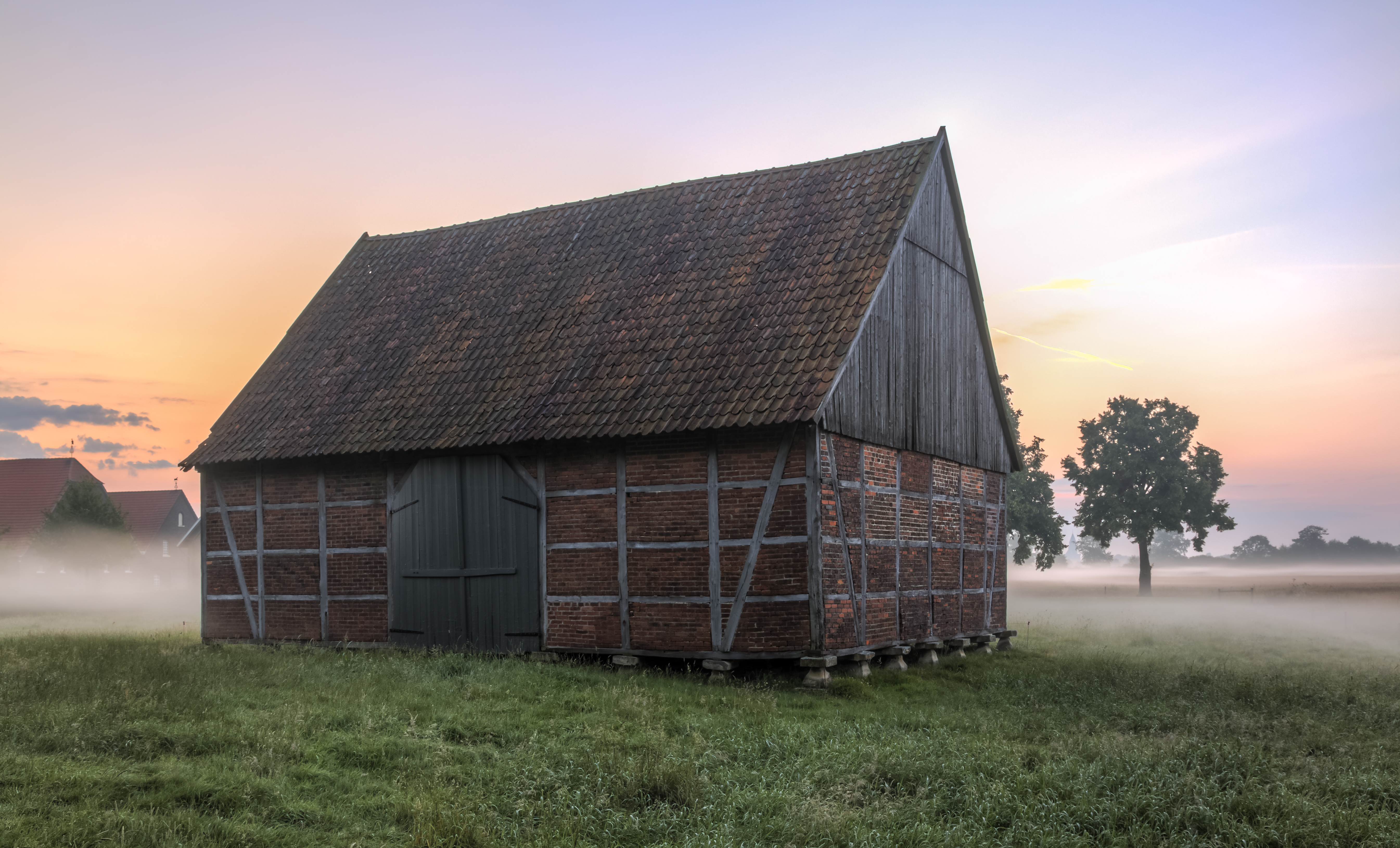
Mäusescheune

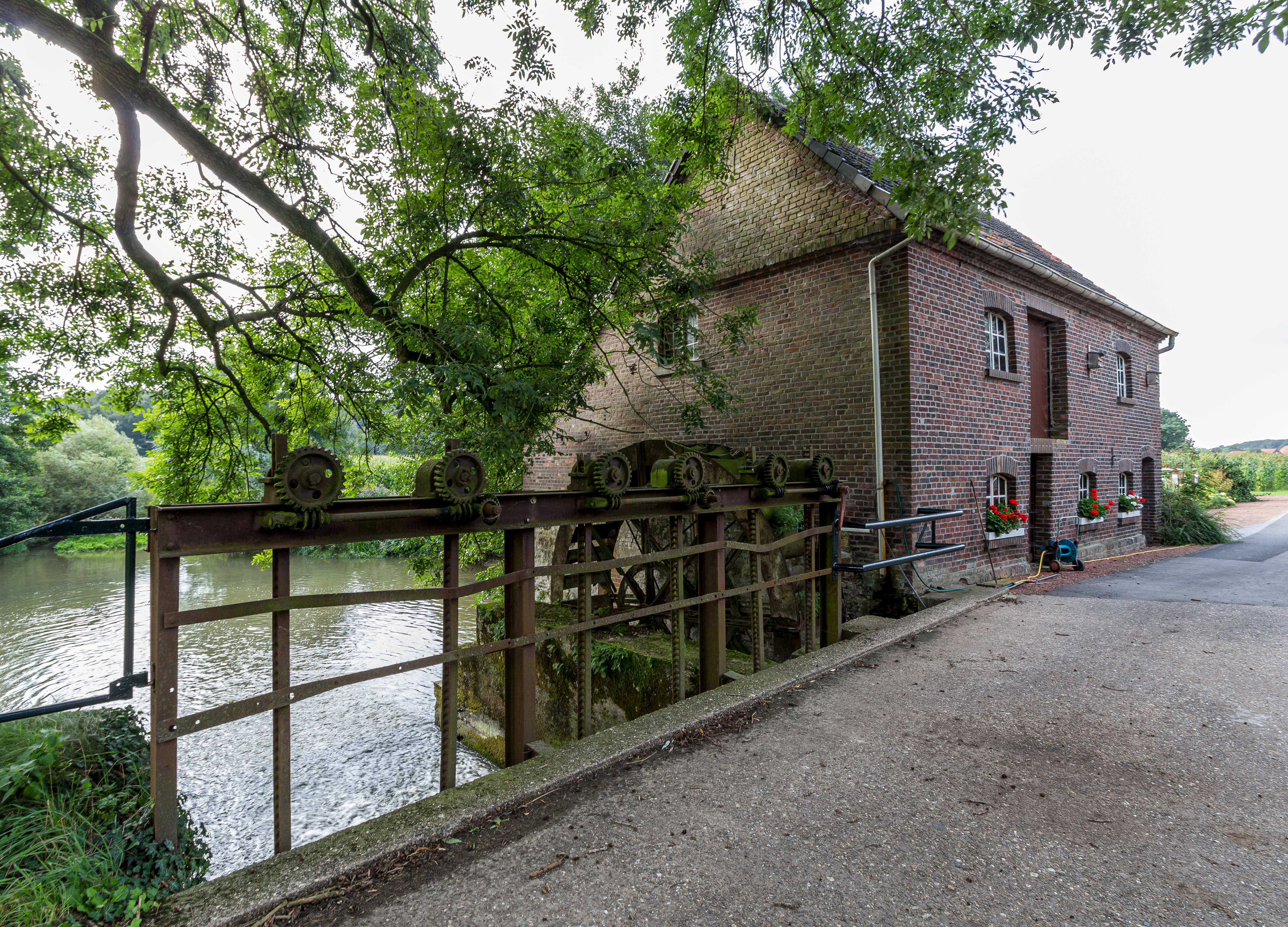
Wassermühle

### Musik
- Das Kulturforum Hiddingsel führt zusammen mit einem ortsansässigen Klavierhaus eine regelmäßig stattfindende und in Fachkreisen überregional bekannte Klavier- und Kammerkonzertreihe durch.[7][8][9]

### Bauwerke
- Die am 21. August 1911 feierlich geweihte Katholische Pfarrkirche St. Georg im romanischen Baustil. Die „neue“ Kirche wurde auf dem „Bonenkamp“ errichtet, nach Überlieferungen eine alte Kultstätte der Ureinwohner aus Hiddingsel.
- Die vom Volksmund als „Düpmanns Kapelle“ bezeichnete Kapelle am Ortsausgang Richtung Lüdinghausen.
- Schulze-Emptings Mäusescheune: Diese Feldscheune steht vollständig auf Steinfüßen in Pyramidenform und überstehenden Kragen. Somit ist es Schadnagern nur schwer möglich, diese Barriere zu überwinden und die Getreideernte zu befallen. Außerdem bietet diese Bauform Schutz vor aufsteigender Bodennässe. Typisch an dieser Bauform ist das Holz-Ständerwerk – das sogenannte Fachwerk. Untypisch ist jedoch das mittig angeordnete Scheunentor. Meist wird das Scheunentor auf der gegenüberliegenden Seite wiederholt, so dass mit einem Pferdegespann – einem Leiterwagen – die Scheune durchfahren werden konnte. Die Scheunendurchfahrt ist häufig zu einer Seite versetzt. Auf der einen, breiteren Seite wurden im Sommer zur Ernte die Getreidegarben abgelagert. In den Herbst- oder Wintermonaten wurde dann die Dreschmaschine in der Scheunendurchfahrt platziert. Die Getreidegarben wurden von der einen, breiteren Seite zugeführt, das gedroschene Getreide in Jutesäcken abgefüllt und auf der schmaleren Seite der Scheune abgelagert. Die Scheune wird übrigens oft Hiddingsel zugeordnet, gehört jedoch zur Bauerschaft Rödder (Dülmen-Kirchspiel).
- Wassermühle Schulze-Waltering
- Kreuzigungsgruppe auf dem Friedhof St. Georg Hiddingsel. Auf dem Sockel der Kreuzigungsgruppe sind die verstorbenen Priester der Katholischen Gemeinde St. Georg zu Hiddingsel vermerkt.

Hiddingsel
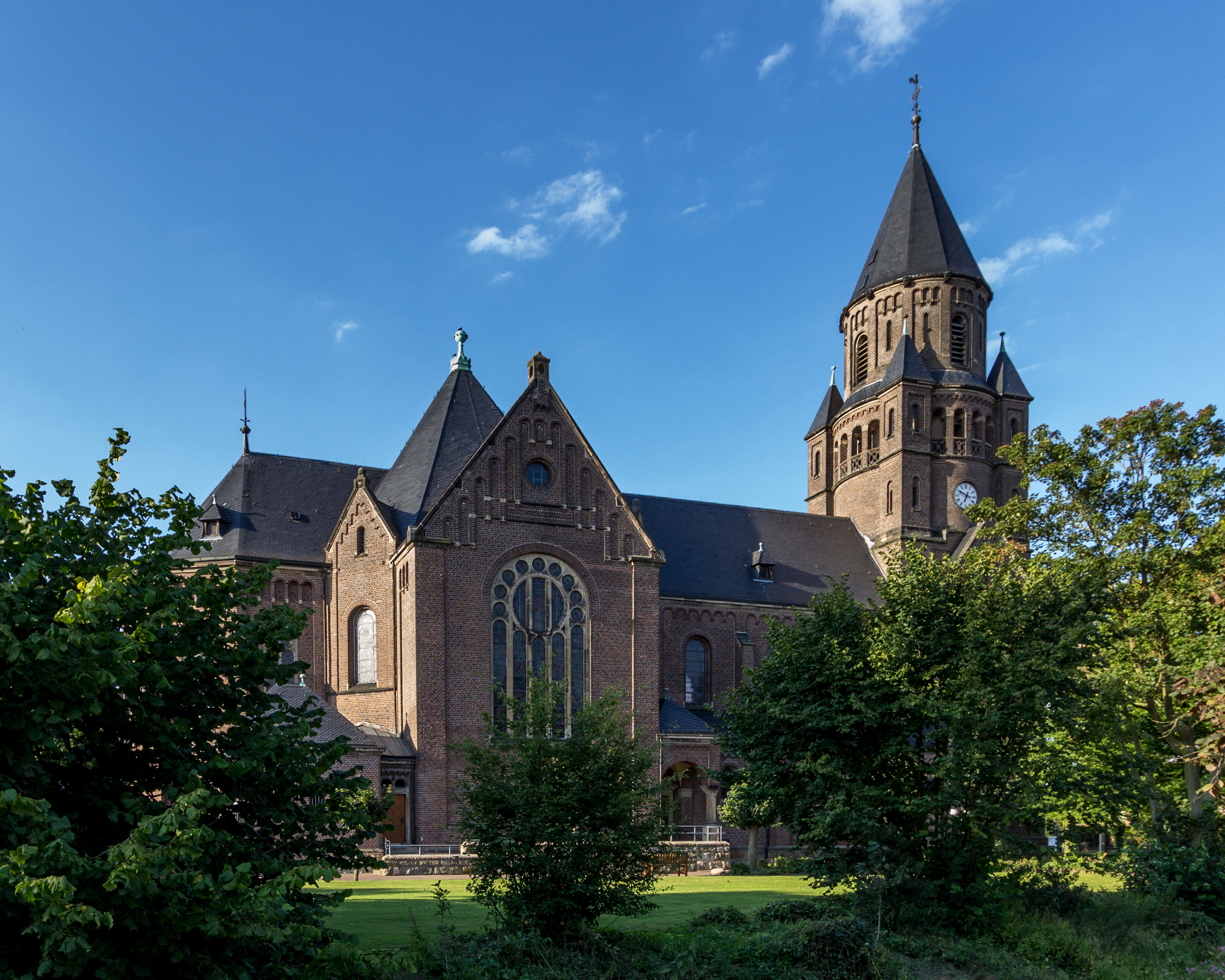
St.-Georg-Kirche
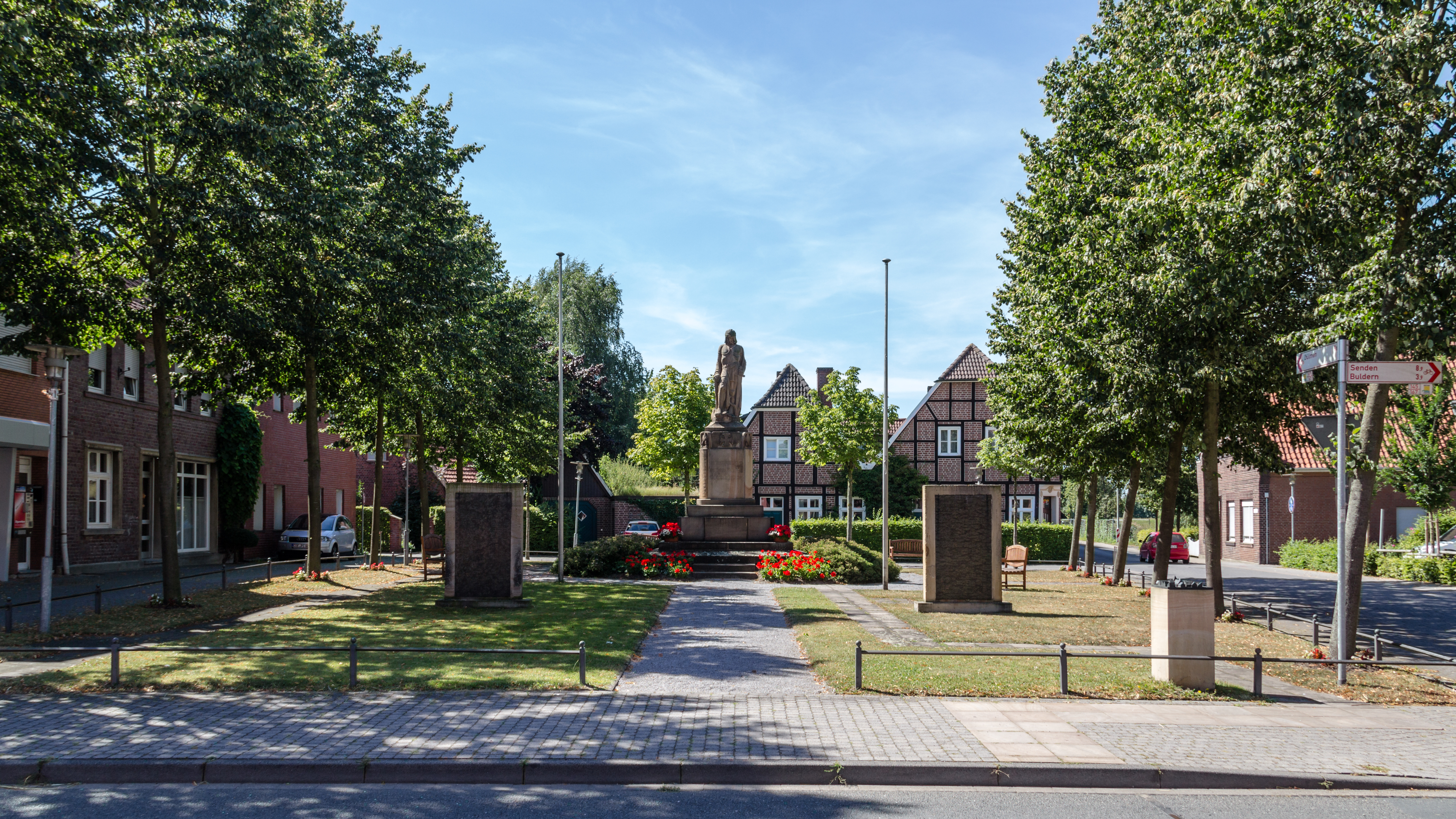
Kriegerdenkmal
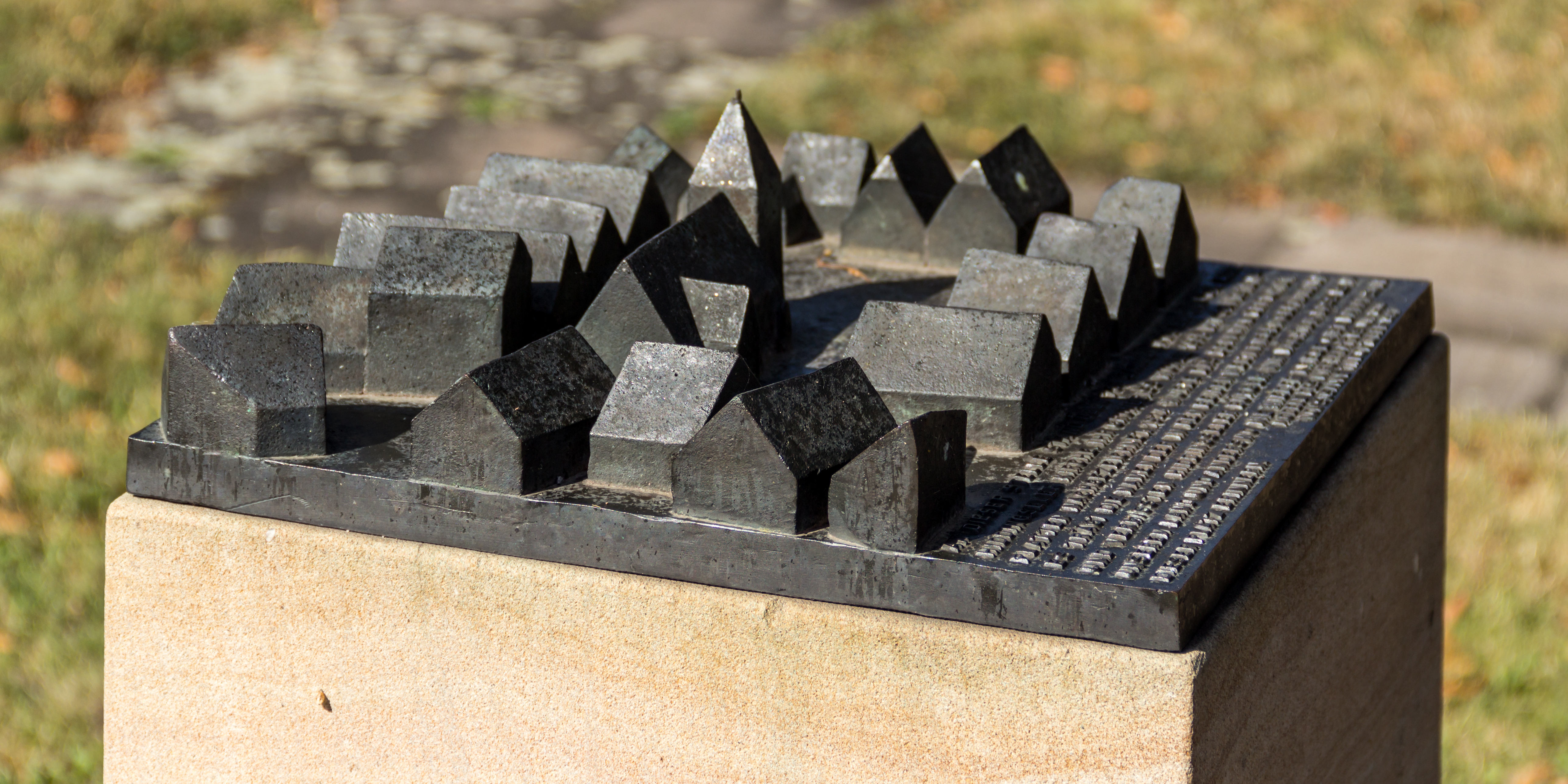
Denkmal an die alte Kirche (beim Kriegerdenkmal)
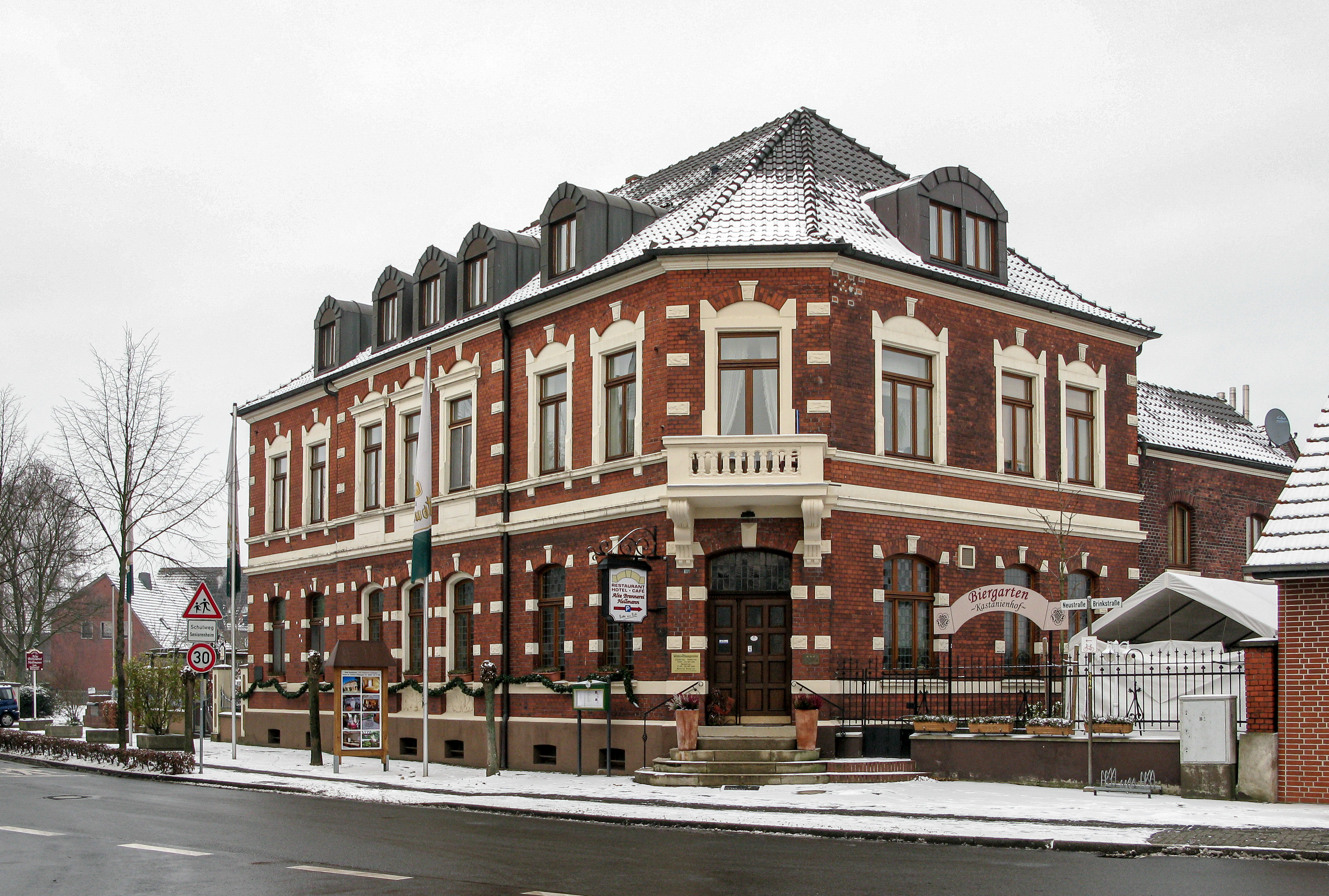
Brennerei Hellmann
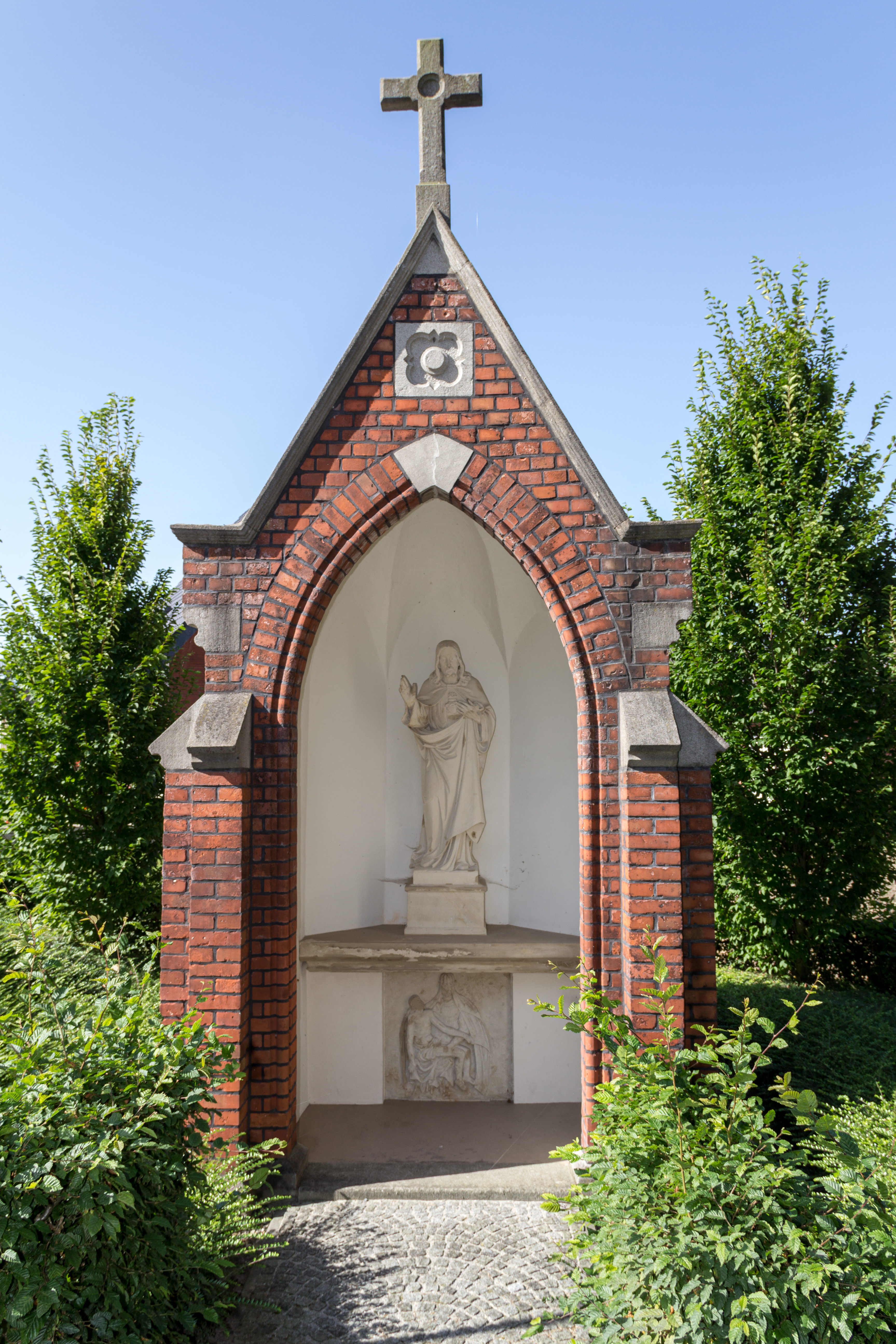
Wegekapelle an der Hiddostraße
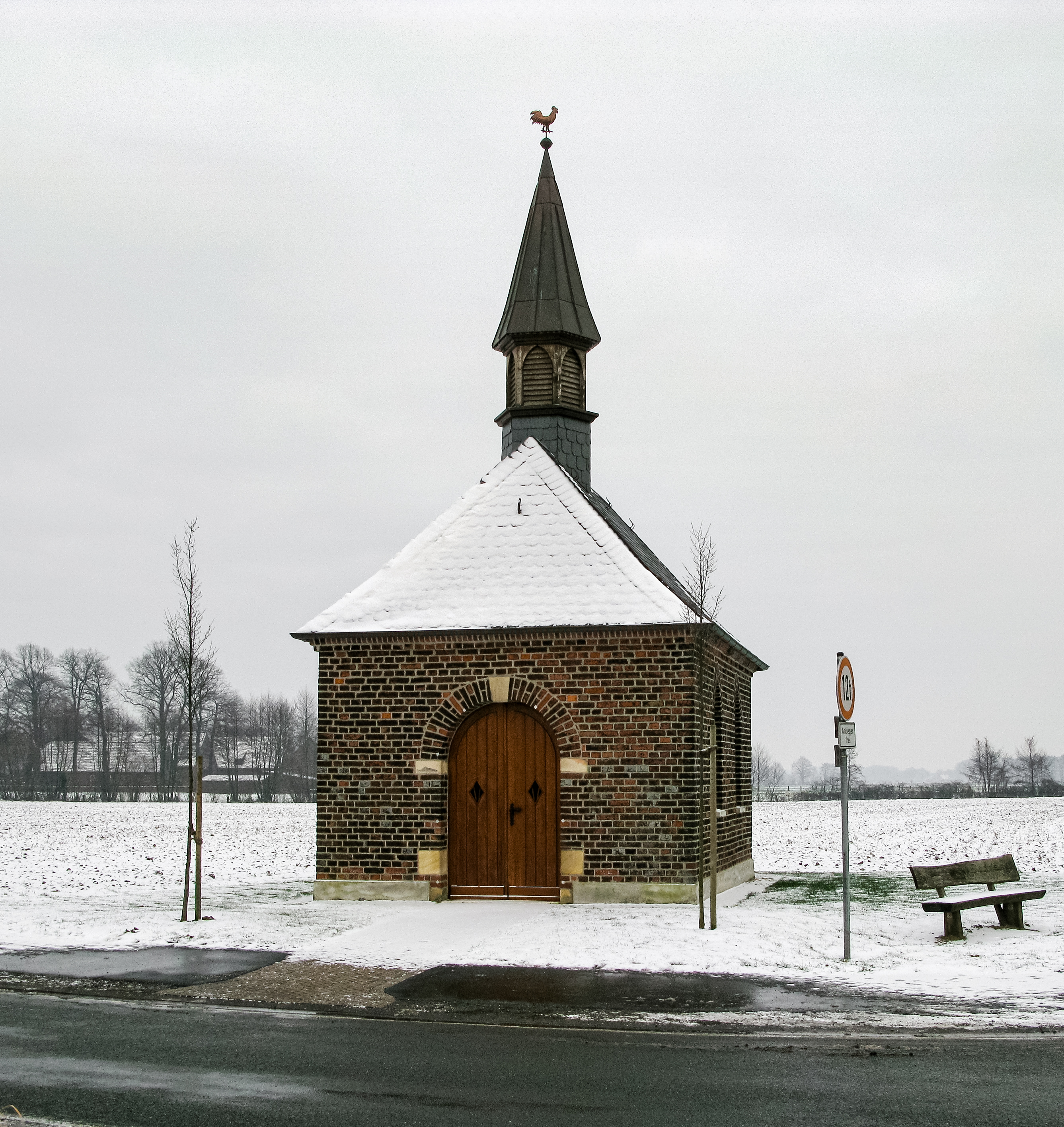
St.-Johannes-Nepomuk-Kapelle
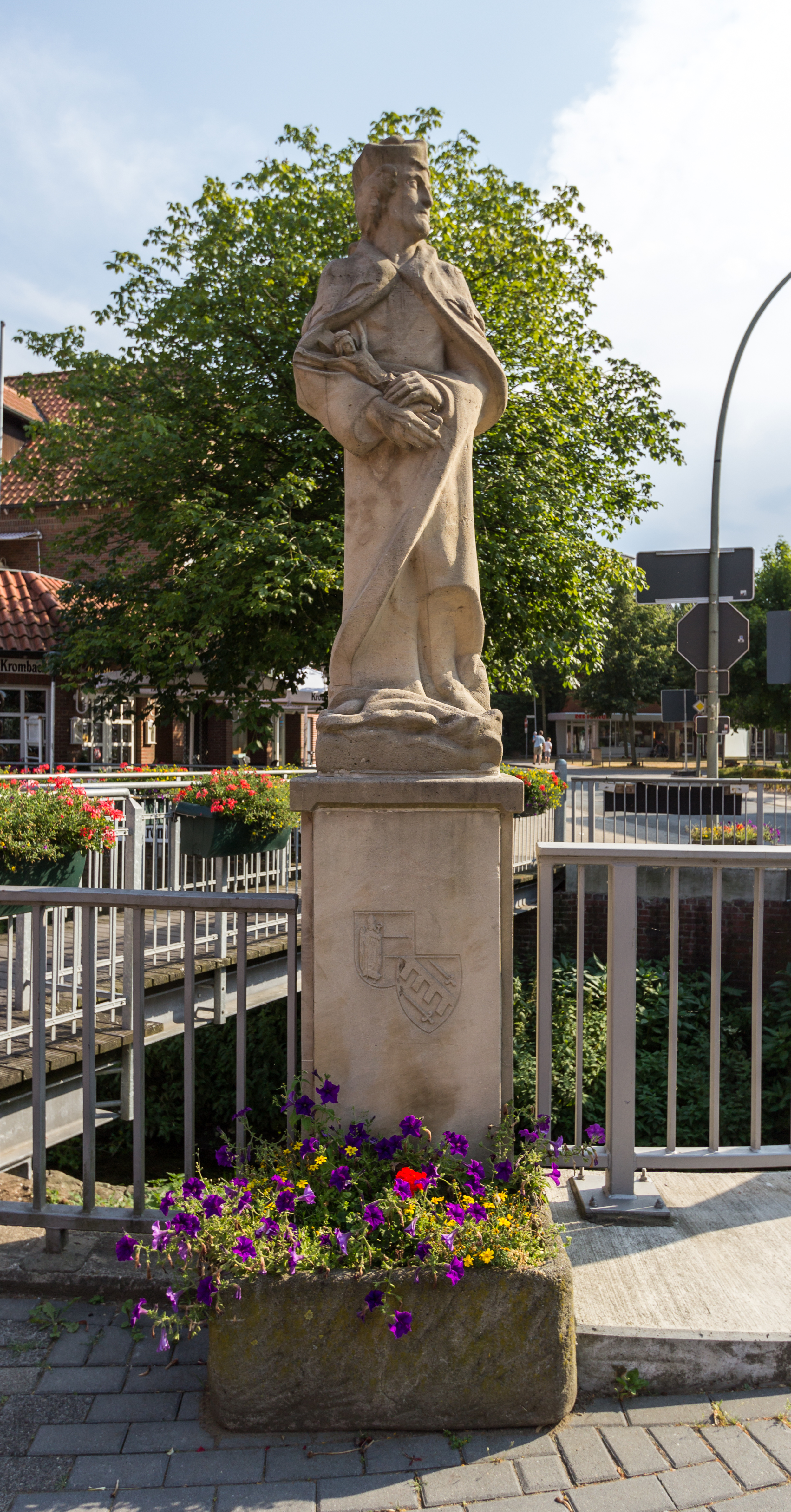
Figur des St. Nepomuk
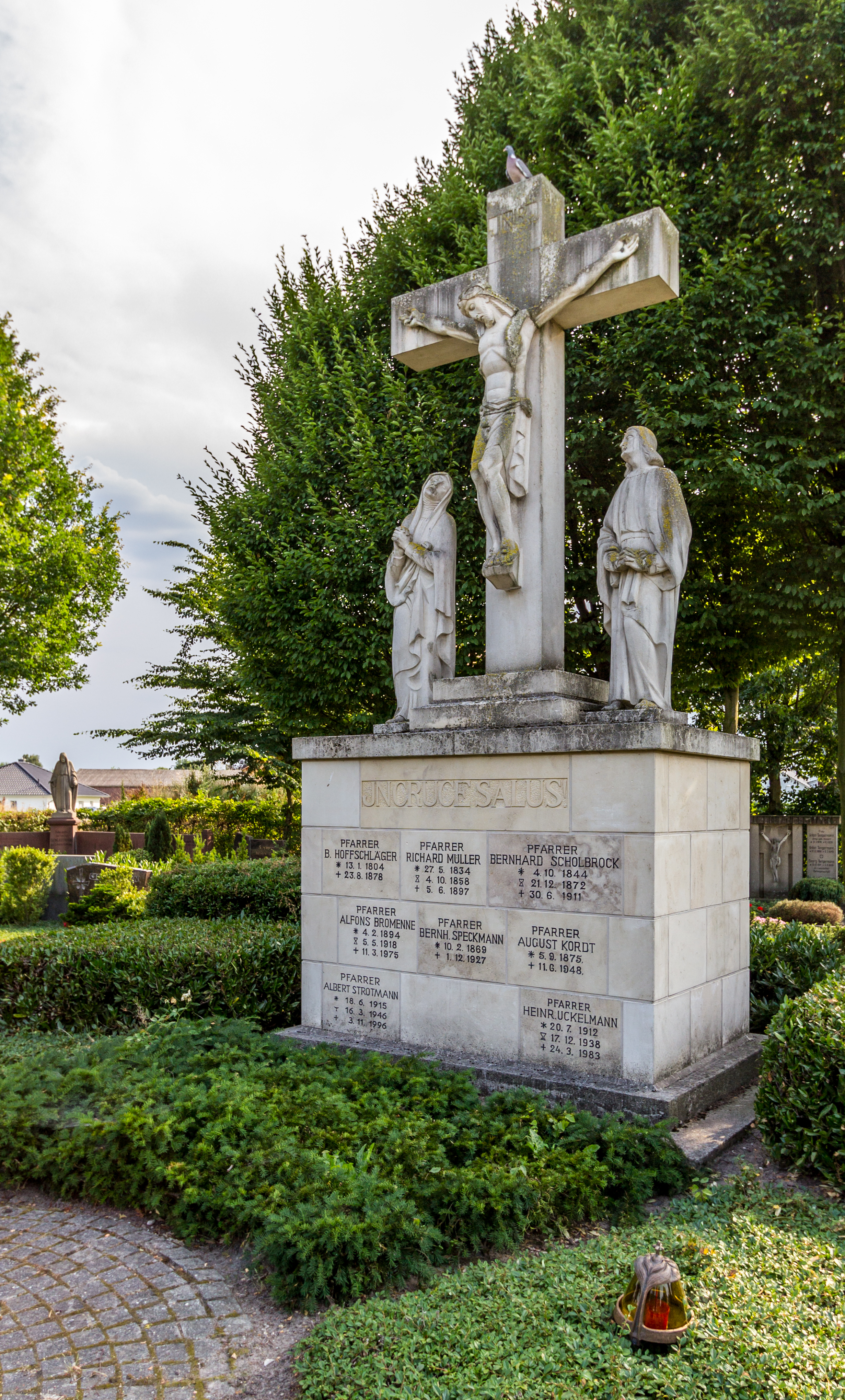
Kreuzigungsgruppe auf dem Friedhof
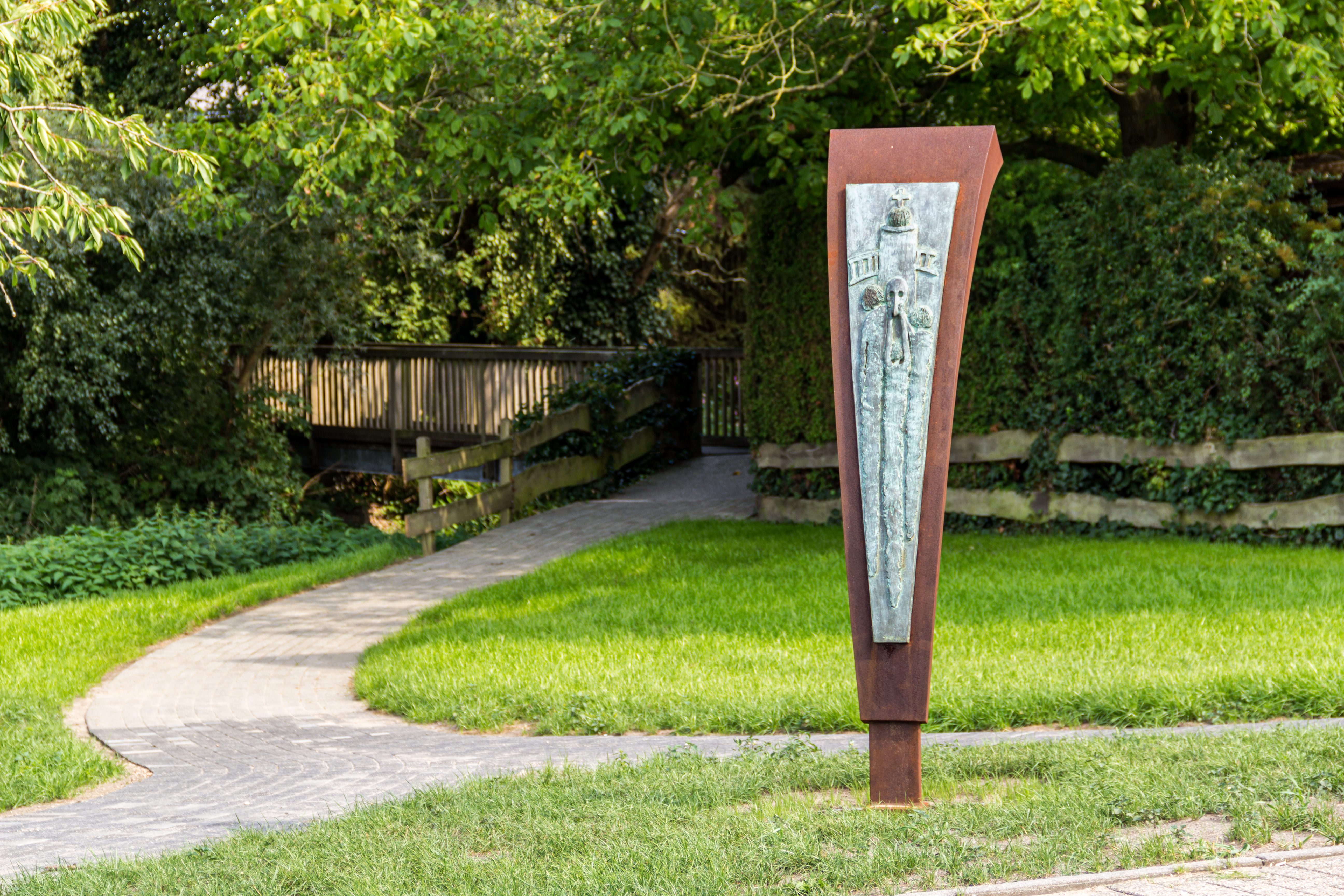
Skulptur „Frauenschemm“ von Uta Krüger-Naumann an der Frauenschemmbrücke
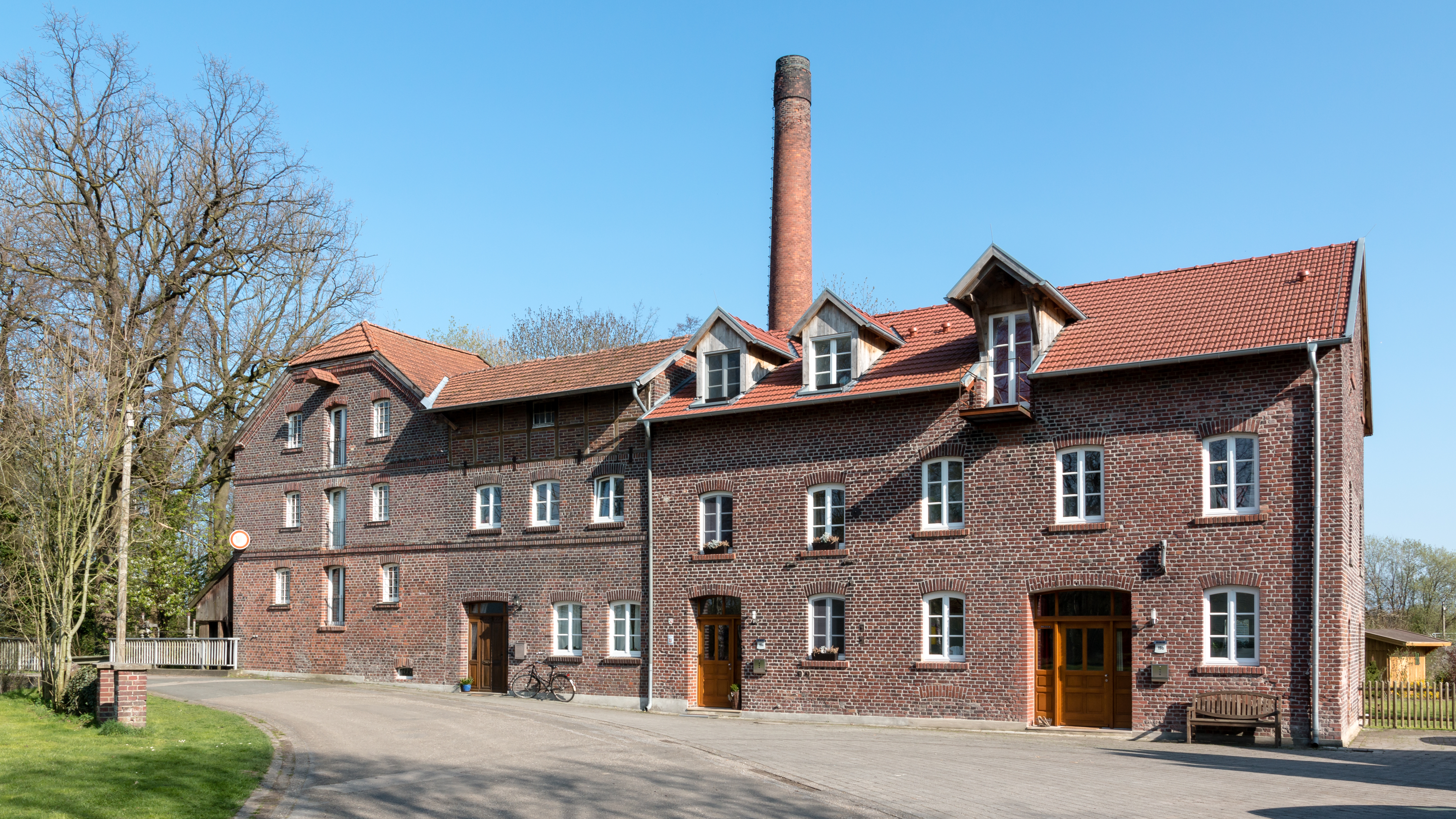
Ehemalige Wassermühle und Brennerei Schulze-Farwick

## Bildung
In Hiddingsel gibt es den katholischen St. Georg Kindergarten und die städtische Grundschule St. Georg sowie die Katholische öffentliche Bücherei St. Georg.

## Freizeit
- Der Dortmund-Ems-Kanal bietet mit seinem stillgelegten Seitenarm diverse Freizeitmöglichkeiten. Im Sommer zum Baden und Angeln genutzt, ist er im Winter bei Schlittschuhfahrern und Eistauchern beliebt.
- Hiddingsel ist an mehrere Radwege angebunden. Neben regionalen Radtouren führt auch die Dortmund-Ems-Kanal-Route und die 100-Schlösser-Route[10] an Hiddingsel vorbei.
- Der Ort verfügt mit dem Sportverein SV Vorwärts Hiddingsel 1929 e. V.[11], dem Allgemeinen Schützenverein e. V. 1695[12] mit einer eigenen Jugendabteilung, dem Gesangverein Sängerlust 1894 und weiteren Vereinen über eine übliche, dörfliche Vereinslandschaft. Das Dorfleben ist darüber hinaus auch durch die Kolpingfamilie Hiddingsel[13], die Landjugend KLJB und die Kirchengemeinde Sankt Georg[14] geprägt.

## Persönlichkeiten
- J. Monika Walther (* 1945), Schriftstellerin, lebt in Hiddingsel. Hier hatte auch der von ihr gemeinsam mit A. V. Uhlending betriebene tende-Verlag seinen Sitz.
- Rolf Bauerdick (1957–2018), freier Journalist und Schriftsteller, lebte in Hiddingsel. Rolf Bauerdick veröffentlicht 2009 seinen Roman „Wie die Madonna auf den Mond kam“, in dem er vom Leben der Roma in Rumänien des letzten Jahrhunderts erzählt. Der Roman ist Fiktion, beruht aber auf vielen persönlichen Erfahrungen.
- Erich Lütkenhaus, Künstler, Bundesverdienstkreuzträger, 1924 in Hiddingsel geboren.